# Traducció automàtica
La traducció automàtica (TA) és la traducció per mitjans informàtics.
Es distingeix la traducció automàtica pròpiament dita en la qual no intervé cap traductor de la traducció (automàtica) assistida. Segons la metodologia lingüística utilitzada, es diferencia la traducció directa (o traducció realitzada mot per mot) de la traducció indirecta (o traducció amb anàlisi sintàctica i semàntica), i dins d'aquest segon grup, la traducció amb transferència de la interlingua. Les eines informàtiques a la traducció manual, coma ara diccionaris en línia, bancs de dades terminològiques o la transmissió i recepció de textos no formen par de la traducció automàtica.
El text font pot ser qualsevol document escrit, àudio o vídeo. Segons el cas, cal una primera transformació per fer-lo lisible pel programari. Poden servir un senzill escaneig amb reconeixement òptic de caràcters o tècniques més sofisticades per transformar àudio i vídeo en text o la traducció instantànea de converses. Al 2014 van aparèixer les primeres solutions de traducció de veu instantània per a telèfóns mòbils.
Es fa servir el mot tradumàtica per a indicar el conjunt de maquinari, programari i metodologies de traducció automàtica.

## Mètodes

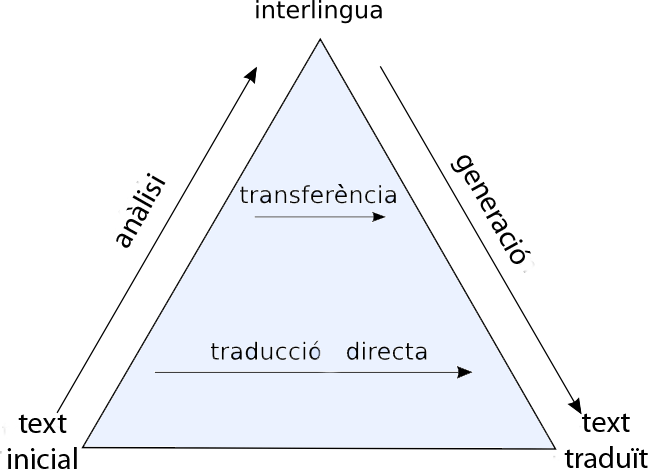
Esquema que mostra la relació entre els diferents paradigmes de traducció automàtica basada en regles.

Utilitzant tècniques estadístiques basades en un corpus lingüístic, el resultat pot ser millor en camps especialitzats com ara àmbits o professions. Aquest aprotx és efectiu per a àmbits en els quals es fa servir un llenguatge formal i moltes frases repetitives. També hi ha programari que permet indexar el text fonts, per exemple per a marcar noms propis per a evitar que Jordi Pujol és tradueixi en anglès com a George Hill. Nogensmenys, el desenvolupament de la intel·ligència artificial a poc a poc és més capaç d'evitar tals errors.
Han pres força les tècniques estadístiques basades en aproximacions interactives-predictives, en què l'ordinador fa suggeriments al traductor humà sobre les possibles traduccions i accepta o modifica segons el criteri d'aquest darrer.
Es considera que, en general, la traducció entre llengües romàniques (català, occità, aragonès, sard, castellà, francès, portuguès, etc.) pot oferir millors resultats degut a la proximitat lingüística. Tanmateix, això depèn també del volum de dades emprat per entrenar els sistemes de traducció i així per al català pot arribar que traduccions des o cap a l'anglès són millores que cap al sard o occità. Quan més es fa servir els sistemes i que les donem correccions i avaluacions manuals, quan més s'ameliorin.

### Traducció automàtica basada en regles
La traducció automàtica basada en regles consisteix en realitzar transformacions a partir de l'original, substituint els mots per llur equivalent més apropiat.
En general, en una primera fase s'analitzarà el text, normalment creant una representació simbòlica interna. En funció de l'abstracció d'aquesta representació també podem trobar diferents graus: de directes, que sobretot fan traduccions mot per mot, fins a interlingua (llenguatge intermedi), que empra una representació intermediària completa.

#### Transferència
En la traducció per transferència, l'anàlisi de l'original fa un paper més important, i dona pas a una representació interna que és la que s'utilitza com a enllaç per a traduir entre idiomes diferents.

#### Llenguatge intermedi (Interlingua)
La traducció automàtica a partir d'un llenguatge intermediari és un cas particular de la traducció automàtica basada en regles. El llenguatge original és transformat en un llenguatge intermediari, l'estructura del qual és independent de la del llenguatge original i de la del llenguatge final. El text final s'obté a partir de la representació del text en el llenguatge intermediari.

### Traducció automàtica basada en corpus
La traducció automàtica a partir d'analogies amb un corpus lingüístic es basa en l'anàlisi de mostres reals amb les seves respectives traduccions. Entre els mecanismes que utilitzen corpus s'inclouen els mètodes estadístics i els basats en exemples.

#### Estadística
L'objectiu de la traducció automàtica és de generar traduccions a partir de mètodes estatístics basats en corpus de textos bilingües, com per exemple les actes del parlament europeu, que estan traduïdes en tots els idiomes oficials de la Unió Europea. Si l'existència d'aquest corpus fos major, es podrien aconseguir resultats excel·lents en traduir textos d'àmbits similars.
El primer programa de traducció automàtica estadística va ser Candide, desenvolupat per IBM. Avui en dia Google utilitza SYSTRAN, però està treballant en un mètode de traducció estadística per a les seves futures traduccions automàtiques. Recentment han millorat les seves capacitats traductores afegint 200 bilions de paraules de les Nacions Unides que permeten d'entrenar el sistema.
Malgrat que l'exactitud de les traduccions, tant estadístiques com altres, ha augmentat amb els anys, la gran quantitat de possibilitats que té una paraula de ser traduïda d'un idioma a un altre relega la traducció automàtica a un mètode que tan sols permet de transmetre la idea essencial.

#### Basada en exemples
La traducció automàtica basada en exemples, es caracteritza per l'ús d'un corpus lingüístic com a principal font de coneixement a temps real. És essencialment una traducció per analogia i pot ser interpretada com una implementació del raonament per casos de base utilitzat en l'aprenentatge automàtic, que consisteix en la resolució d'un problema fonamentant-se en la solució de problemes similars.
La traducció automàtica basada en el context utilitza tècniques fonamentades en trobar la millor traducció per una paraula atenent la resta de paraules que l'envolten. Aquest mètode tracta el text en unitats d'entre 4 i 8 paraules, de manera que es tradueix cadascuna per la seva traducció a la llengua de destinació i s'eliminen les traduccions que hagin creat una frase sense sentit. Llavors es mou la finestra d'una posició (paraula), retraduint-ne la major part de nou i tornant a filtrar, deixant només les frases coherents. I finalment es concatenen els resultats de les finestres de manera que s'aconsegueixi una única traducció del text. De les possibles opcions de traducció es tria la que apareix més vegades en el corpus

## Exemples d'errors
Els errors de la traducció (semi)automatica son una font inesgotable d'humor involuntari però també de frases i articles incomprensibles.
| « | Article font en castellà Una distancia de edición o «métrica de cadena» entre dos cadenas mide lo diferentes que son. Por ejemplo, las palabras "gato" y "pato", que difieren sólo en una letra, están más cerca que "cima" y "tubo", que no tienen ninguna letra en común. | Traducció de destinació en català absurda Una distància d'edició o «mètrica de cadena» entre dues cadenes mesura com són de diferents. Per exemple, les paraules "gat" i "ànec", que difereixen només en una lletra, estan més a prop que "cim" i "tub", que no tenen cap lletra en comú. | » |

## Història
La traducció automatizada és un somni, ja formulat al segle xvii va romandre un somni fins mitjan segle xx. L'enginyer franco-armenià Georges Artsrouni (1893-1960) va desenvolupar un primer diccionari multilingüe mecànic des de 1932. El tercer prototip va guanyar un premi a una exposició de mecanografia a París el 1937. Alhora l'enginyer rus Petr Troyanskii (1894-1950) va patentar una màquina que feia traduccions, fent servir l'esperanto com a interlingua. Aquests ordenadors mecànics tenien el desadvantatge que eren voluminosos i propensos a avaries a causa de les nombroses peces mòbils.
La segona guerra mundial hi va donar un segon impuls. Els primers esforços es van centrar en textos tècnics amb molts blocs de text estàndard, com ara manuals, reports meteorològics, científics o mèdics. En resum, textos amb poca profunditat literària o psicològica, sense metàfores, paremiologia ni altres elements creatius.
Ell 1946 l'ordinador ENIAC. Entre els investigadors pioners cal destacar Warren Weaver (1894-1978), de la Fundació Rockefeller. El qual va donar a conèixer públicament la disciplina anticipant possibles mètodes científics per a abordar-los: ús de tècniques criptogràfiques, l'aplicació del teorema de Shannon i la utilitat de l'estadística, així com la possibilitat d'aprofitar la lògica subjacent al llenguatge humà i les seves aparents propietats universals.